# Comets d'Utica
Cet article concerne l'équipe actuelle de la LAH. Pour l'équipe ayant évolué dans la LAH entre 2013 et 2021, voir Comets d'Utica (2013-2021).
Les Comets d'Utica sont une équipe professionnelle de hockey sur glace qui évolue dans la Ligue américaine de hockey.

## Histoire
Le 6 mai 2021, l'ECHL annonce que la franchise des Devils de Binghamton est relocalisée à Utica pour la saison 2021-2022. Elle reprend le nom de Comets d'Utica laissé libre par l'ancienne franchise affiliée au Canucks de Vancouver qui déménage à Abbotsford. Le 5 août 2021, Kevin Dineen est nommé entraîneur de l'équipe.

## Statistiques
| Saison    | PJ | V  | D  | DP | DTB | BP  | BC  | Pts | Classement               | Séries éliminatoires                       |
| --------- | -- | -- | -- | -- | --- | --- | --- | --- | ------------------------ | ------------------------------------------ |
| 2021-2022 | 72 | 43 | 20 | 8  | 1   | 246 | 206 | 95  | 1re place, division Nord | 2-3 Americans de Rochester                 |
| 2022-2023 | 72 | 35 | 27 | 6  | 4   | 215 | 222 | 80  | 4e place, division Nord  | 2-0 Rocket de Laval 1-3 Marlies de Toronto |
| 2023-2024 | 72 | 32 | 29 | 5  | 6   | 221 | 226 | 75  | 6e place, division Nord  | Non qualifiés                              |